# Rosen Kirilov
Rosen Jordanov Kirilov (in bulgaro Росен Йорданов Кирилов?; Vidin, 4 gennaio 1973) è un allenatore di calcio ed ex calciatore bulgaro, di ruolo difensore, tecnico del Vitoša Bistrica.

## Palmarès

### Club

#### Competizioni nazionali
- Campionato bulgaro: 3

CSKA Sofia: 1991-1992
Litex Loveč: 1997-1998, 1998-1999
- Coppa di Bulgaria: 2

CSKA Sofia: 1992-1993
Litex Loveč: 2003-2004